# Amâncio (oficial de Teodósio II)
Amâncio (em latim: Amantius) foi um oficial bizantino do século V, ativo durante o reinado do imperador Teodósio II (r. 408–450). Aparece numa lista preservada por Zonaras de eunuco que gozaram de grande influência sobre o imperador. Seu título não é citado, mas os autores da Prosopografia do Império Romano Tardio sugerem que foi prepósito do cubículo sagrado, muito embora também aventam que seja uma cópia do homônimo posterior ou possa ser associado ao castrense homônimo.